# Јуко Такеучи
Јуко Такеучи (јап. 竹内 結子; Саитама, 1. април 1980 — Токио, 27. септембар 2020) била је јапанска глумица. Најпознатија је по својој улози у серији Асука из 1999. године.

## Биографија
Каријеру је започела 1996. године улогама у јапанским телевизијским драмским серијама. Године 2011. објавила је кувар са 102 рецепта а међународну популарност је стекла 2018. године захваљујући улози у серији Мис Шерлок у продукцији ХБО.
Преминула је 27. септембра 2020. године, а сматра се да је узрок био самоубиство.